# Vermicella parscauda
Vermicella parscauda — отруйна змія роду хробакоподібний аспід родини аспідових (Elapidae). Описаний у 2018 році.

## Поширення
Вид є ендеміком Австралії. Поширений на околицях міста Вейпа на півночі штату Квінсленд. Мешкає в мусонному середовищі існування.

## Опис
Тіло завдовжки 50 см. Змія має 55–94 чорні смуги на спині та плямисту або чорну черевну луску, що закінчується приблизно на 2/3 тіла чорними кільцями.